# Запорізький сталепрокатний завод
Запорізький сталепрокатний завод — сталепрокатне підприємство з виробництва дроту у Запоріжжі.

## Історія
У 1915 у Запоріжжя почали прибувати  біженці з Волині, переважно з Дубенського повіту, сільське населення, а також   утікачі з Польщі та Прибалтики, переважно міського населення. З ними й прибув дротяно-цвяховий завод.
На заводі  нараховувалося 1000 робітників, з них 2 десятка  українців , решта – латиші, поляки, росіяни та по жменці естонців, литовців, євреїв, німців. Тому за дротовим заводом і прикріпилася назва «Інтернаціонал». 
З березня 2014 завод перебував у процедурі санації. Суд визнав, що санаційні заходи вичерпані і не припускають можливість виконати умови плану санації і розрахуватися із зобов'язаннями.
Внаслідок цього та з урахуванням рішення комітету кредиторів від 3 березня 2015 суд призначив припинити процедуру санації ПАТ "Запорізький сталепрокатний завод", припинити повноваження керуючого санацією Нагих Л.К., визнати ПАТ "Запорізький сталепрокатний завод" банкрутом, відкрити ліквідаційну процедуру. Ліквідатором призначили Людмилу Нагих, яка раніше керувала процедурою санації.
Влітку 2015 року завод був ліквідований (знищений), а два роки по тому, влітку 2017 року, зупинка громадського транспорту "Сталепрокатний завод" була перейменована в "Запорізький ливарно-механічний завод".

## Продукція
- Виробництво дроту
- Виробництво виробів з дроту
- Виготовлення інших готових металевих виробів